# Kung Fu Panda 3
Kung Fu Panda 3 (tựa tiếng Việt: Gấu trúc kung fu 3) là phim hoạt hình máy tính Mỹ-Trung 3D được sản xuất bởi DreamWorks Animation và Oriental DreamWorks, và phát hành bởi 20th Century Fox. Đạo diễn phim là Jennifer Yuh Nelson cùng với Alessandro Carloni là đồng đạo diễn. Phim được viết bởi Jonathan Aibel and Glenn Berger và do Melissa Cobb sản xuất. Đây là phần tiếp theo phim Kung Fu Panda 2 2011 và là phần thứ ba trong loạt Kung Fu Panda franchise. Phim có sự tham gia lồng tiếng của Jack Black, Angelina Jolie, Dustin Hoffman, Seth Rogen, Jackie Chan, Lucy Liu, David Cross, Bryan Cranston, Kate Hudson và J. K. Simmons. Phim đã được công chiếu tại Việt Nam vào ngày 18 tháng 3 năm 2016. Bộ phim nhận được đánh giá chung tích cực, với lời khen ngợi về lồng tiếng, hoạt hình, hình ảnh, độ hài hước và tính nhân vân của phim.

## Nội dung
Tại Cõi Linh hồn, trong khi đang thiền thì Đại sư Oogway bị tấn công bởi Kai, người bạn cũ đã bị ông đánh bại 500 năm trước. Trong chừng ấy thời gian, hắn đã mạnh lên nhờ hấp thụ khí của các võ sư khác tại đây. Oogway tự nguyện chịu chung số phận, nhưng cho hắn biết là ông đã giao nhiệm vụ ngăn chặn hắn cho một người khác (Po). Kai chấp nhận thử thách rồi dùng khí của Oogway để trở lại Cõi Trần.
Trong lúc đó, Sư phụ Shifu quyết định về hưu và giao lại việc huấn luyện cho Po. Vì thiếu hiểu biết nên lần dạy đầu tiên của cậu vô tình khiến nhóm Ngũ Hiệp bị thương. Shifu khuyên cậu nên cố trở thành bản thân thay vì ông ấy. Chưa hiểu lắm, Po về nhà và gặp Li Shan, người sớm nhận ra cậu là con đẻ mình. Hai cha con ruột nhanh chóng thân thiết khiến cha nuôi Po là Ping không khỏi ghen tị.
Không lâu sau khi giới thiệu cha ruột cho Shifu và nhóm Ngũ Hiệp, Po và những người khác bảo vệ thành công Thung lũng Bình Yên khỏi đội quân xác sống ngọc thạch của Kai, là những võ sư đã qua đời từ lâu và bị Kai hấp thụ khí. Shifu tìm được một quyển trục của Oogway nói về Kai, cho biết họ từng là bạn chiến đấu. Sau khi Oogway bị thương nặng vì bị phục kích, Kai cõng bạn mình đi khắp nơi cầu cứu rồi tìm được một ngôi làng gấu trúc bí mật. Dân làng vận khí để cứu sống Oogway rồi dạy họ cách dùng khí ban tặng sự sống, nhưng Kai nảy sinh ý đồ cướp khí của người khác để tăng sức mạnh cho mình, buộc Oogway phải trục xuất người bạn cũ tới Cõi Linh hồn. Ông Li đề nghị dẫn Po đến làng gấu trúc để dạy con cách dùng khí đánh bại Kai, còn những người khác ở lại cầm chân hắn. Ông Ping tìm cách ngăn cản nhưng rồi miễn cưỡng đi theo. Nhưng khi đến ngôi làng gấu trúc, ông Li muốn con phải học cách sống của loài gấu trúc trước.
Cùng lúc đó, để xóa sổ di sản của Oogway, Kai phá hủy Điện Ngọc và hấp thụ khí của tất cả võ sư còn sống, trừ Hổ Tỉ thoát được với quyển trục về Kai. Cô tìm đến làng gấu trúc và báo tin dữ. Po nhờ cha dạy ngay cách dùng khí, nhưng bấy giờ ông Li mới thú nhận là từ lâu trong làng không còn ai biết làm vậy, và ông nói dối để bảo vệ con. Po tức giận bỏ đi và tìm cách tự rèn luyện. Trong khi đó, ông Ping hiểu chuyện và tha thứ cho ông Li.
Sau một hồi tranh cãi với Hổ Tỉ, Po nói thật là cậu không thể đánh bại Kai một mình. Hai người cha và dân làng nhờ Po dạy họ kung fu. Nhận ra điều khiến cậu thất bại trong lần dạy dỗ đầu tiên, Po khuyên mọi người không cần cố gắng bắt chước cậu, mà hãy biến sở trường của từng người làm kỹ năng kung fu. Hai cha con ruột hòa giải và đọc quyển trục về Kai để tìm cách đối phó.
Kai tìm đến làng gấu trúc và ra lệnh cho các xác sống ngọc thạch tấn công. Nhưng việc các xác sống không chiếm được ưu thế trước dân làng và điều khiển quá nhiều xác sống cùng lúc khiến các giác quan của hắn bị quá tải. Nhân cơ hội đó, Po lén tiếp cận hắn và dùng Vô Tích Tỏa Chỉ Công. Song như Kai giải thích, chiêu ấy chỉ hiệu quả với người trần chứ không phải chiến binh linh hồn như hắn. Hắn áp đảo Po và dường như sắp thắng, nhưng Po bám vào hắn rồi thi triển Tỏa Chỉ Công lên chính mình, khiến cả hai bị đưa vào Cõi Linh Hồn. Tức giận vì bị trúng kế, Kai tiếp tục trận chiến và bắt đầu hấp thụ khí của cậu. Gián tiếp thấy được diễn biến trận chiến, ông Li hiểu ra việc nhận ra mình là ai là cách vận khí, nên đã tập hợp mọi người vận khí để cứu Po. Thoát được khỏi Kai và nhận ra mình là ai, Po dùng nguồn khí của mình và được tiếp sức từ mọi người để lật ngược tình thế và tự nguyện truyền cho Kai. Lượng khí quá dồi dào khiến hắn phát nổ và chết.
Với việc Kai bị tiêu diệt, các võ sư bị hấp thụ được trả tự do về nơi của từng người. Tại Cõi Linh Hồn, Oogway tiết lộ ông chính là người gửi thông điệp từ vũ trụ cho ông Li tìm thấy con. Oogway còn cho biết lý do ông chọn Po là Thần Long Đại Hiệp - là một gấu trúc, cậu có tiềm năng trở thành bậc thầy về khí và là gạch nối quá khứ với tương lai. Sau đó Oogway chọn Po làm Đại sư mới và giao trượng phép cho cậu, thứ Po sử dụng để quay về Cõi Trần. Sau khi đoàn tụ và cảm ơn mọi người, Po đảm nhiệm vai trò mới của mình tại Điện Ngọc được xây lại, nơi cư dân Thung lũng Bình Yên và làng gấu trúc học về kung fu và khí.

## Phân vai
| Nhân vật                  | Diễn viên lồng tiếng | Diễn viên lồng tiếng | Diễn viên lồng tiếng |
| Nhân vật                  | Hoa Kỳ               | Việt Nam             | Việt Nam             |
| Nhân vật                  | Hoa Kỳ               | Chiếu rạp            | Truyền hình (HTV3)   |
| ------------------------- | -------------------- | -------------------- | -------------------- |
| Po                        | Jack Black           | Hiếu Hiền            | Trần Vũ              |
| Li Shan (cha ruột của Po) | Bryan Cranston       | Thái Hòa             | Bá Nghị              |
| Sư phụ Shifu              | Dustin Hoffman       |                      | Hạnh Phúc            |
| Kai                       | J. K. Simmons        | Hoàng Phi            | Trí Luân             |
| Đại sư tỷ Hổ Nương        | Angelina Jolie       |                      | Ngọc Châu            |
| Sư huynh Bọ ngựa          | Seth Rogen           |                      | Hoàng Sơn            |
| Sư tỷ Mãng xà             | Lucy Liu             |                      | Ngọc Quyên           |
| Sư huynh Sếu              | David Cross          |                      | Quang Tuyên          |
| Sư huynh Hầu              | Thành Long           |                      | Tuấn Anh             |
| Mỹ Mỹ                     | Kate Hudson          | Tóc Tiên             | Vân An               |
| Ping (cha nuôi của Po)    | James Hong           | Hữu Châu             | Chơn Nhơn            |
| Oogway                    | Randall Duk Kim      |                      | Kiêm Tiến            |
| Bảo                       | Steele Gagnon        | Trọng Khang          | Hoài Bảo             |

## Phát sóng tại Việt Nam
Phim được sóng lần đầu trên kênh truyền hình HTV3 - DreamsTV với phiên bản lồng tiếng Việt vào ngày 29 tháng 8 năm 2020.

## Loạt phim phụ
Một loạt phim hoạt hình phụ, Kung Fu Panda: The Paws of Destiny, được phát sóng trên Amazon Prime Video từ ngày 16 tháng 11 năm 2018 đến ngày 4 tháng 7 năm 2019, trong khi loạt phim hoạt hình tiếp theo, Kung Fu Panda: The Dragon Knight, bắt đầu phát sóng trên Netflix vào tháng 7 năm 2022.

## Phần tiếp theo
Phần sau có sự góp mặt của Black đảm nhận vai Po. Bộ phim thứ tư hiện đang được sản xuất để phát hành vào ngày 8 tháng 3 năm 2024.